# Bistum Dinajpur
Das Bistum Dinajpur (lat.: Dioecesis Dinaipurensis) ist eine in Bangladesch gelegene römisch-katholische Diözese mit Sitz in Dinajpur.

## Geschichte
Papst Pius XI. gründete es mit dem Breve Supremi Apostolatus  am 25. Mai 1927 aus Gebietsabtretungen des Bistums Krishnagar und es wurde dem Erzbistum Kalkutta als Suffragandiözese unterstellt. 
Am 17. Januar 1952 verlor es einen Teil seines Territoriums an die Apostolische Präfektur Malda und an das Bistum Jalpaiguri. Einen weiteren Teil verlor es am 21. Mai 1990 an das Bistum Rajshahi.

## Bischöfe von Dinajpur
- Santino Taveggia PIME, 18. Januar 1927–2. Juni 1928
- Giovanni Battista Anselmo PIME, 7. Februar 1929–16. Oktober 1947
- Joseph Obert PIME, 9. Dezember 1948–5. September 1968
- Michael Rozario, 5. September 1968–17. Dezember 1977, dann Erzbischof von Dhaka
- Theotonius Gomes CSC, 19. Dezember 1978–23. Februar 1996
- Moses M. Costa CSC, 5. Juli 1996–6. April 2011, dann Bischof von Chittagong
- Sebastian Tudu, seit 29. Oktober 2011